# 이학박사
이학박사(理學博士, 라틴어: Scientiae Doctor)는 대학원 관련 학위이다. 이 학위로써 대학 예하 이과학 교수직원 직위를 지내는 것이 대표적이다. 이학박사는 전 세계 여러 국가에서 수여되는 이학 박사학위이다. 일부 국가에서는 이학박사가 과학 분야의 표준 박사 학위에 사용되는 학위이다. 다른 곳에서 이학박사는 철학박사(PhD)에게 요구되는 것 이상으로 과학 지식에 대한 실질적이고 지속적인 기여를 인정받아 수여되는 "고등 박사 학위"이다.